# Big Horn
Pour les articles homonymes, voir Big Horn (homonymie).
Le Big Horn est un sommet situé dans le Nord-Ouest des États-Unis, dans l'État de Washington. Il fait partie des Goat Rocks, dans la chaîne des Cascades, et se trouve au nord du mont Adams. C'est le plus haut point du comté de Lewis.

## Toponymie
Big Horn signifie, en anglais, « grande corne », bighorn signifiant « mouflon canadien ». Ce toponyme relatif aux capridés fait écho à plusieurs toponymes proches de la Goat Rocks Wilderness, notamment ceux de Goat Lake, Goat Creek, Goat Rocks (« les rochers de la chèvre ») et, sur le flanc oriental du mont Adams, Goat Butte (« la colline de la chèvre »).